# Istenszülő elszenderedése fatemplom (Almásbalázsházi kolostor)
Az almásbalázsházi kolostor Istenszülő elszenderedése fatemploma műemlékké nyilvánított épület Romániában, Szilágy megyében. A romániai műemlékek jegyzékében az  SJ-II-m-B-05014 sorszámon szerepel.